# Laura Aarts
Laura Petronella Aarts (Beuningen, 10 de agosto de 1996) é uma jogadora de polo aquático neerlandesa.

## Carreira
Aarts joga pelo clube espanhol CN Mataró desde 2023. Aarts jogou anteriormente pelo Aqua-Novio'94, Polar Bears, UZSC e pelo clube húngaro Dunaújváros.
Com o UZSC, Aarts conquistou o título nacional holandês em 2017 e a Copa KNZB e a Supercopa Holandesa no mesmo ano. Jogando pelo Dunaújváros, conquistou o Troféu LEN e a Supertaça Europeia em 2018.
Aarts foi selecionada pela primeira vez para a equipe holandesa de pólo aquático em 2015, e representou a Holanda nos Campeonatos Europeus de 2016 e 2018 , ganhando prata e ouro sucessivos. Ela também fez parte da seleção holandesa que conquistou a prata no mundial de 2015 e na liga mundial de 2018. Em 2019, Aarts encerrou sua carreira internacional e se aposentou do clube em meados de 2020. No entanto, em novembro de 2021 ela indicou que estava novamente disponível para a seleção holandesa. Nos Jogos Olímpicos de Verão de 2024, em Paris, conquistou a medalha de bronze no torneio feminino do polo aquático, após vencer confronto contra a equipe dos Estados Unidos por 11–10 na disputa pelo terceiro lugar.